# باباکوچه، ماسال‌لی
باباکوچه، ماسال‌لی (به ترکی آذربایجانی: Babakücə) یک منطقهٔ مسکونی در جمهوری آذربایجان است که در شهرستان ماساللی واقع شده‌است. باباکوچه ۶۱۶ نفر جمعیت دارد.